# Marwa Amri
Marwa Amri (arabisch مروى العمري, DMG Marwā al-ʿAmrī; * 8. Januar 1989 in Tunis) ist eine ehemalige tunesische Ringerin.

## Biografie
Marwa Amri wuchs mit drei jüngeren Geschwistern auf. Als sie neun Jahre alt war, starb ihr Vater. Im Alter von elf Jahren begann sie mit dem Ringen.
Trotz des Mangels an Finanzmitteln, Trainingsmöglichkeiten und weiblichen Trainingspartnern beharrte Amri darauf, an Welt- und Afrikameisterschaften durch staatliche Unterstützung an diesen teilzunehmen. 2008 gab sie bei den Sommerspielen in Peking ihr olympisches Debüt. Im Leichtgewicht unterlag sie in der ersten Runde Jackeline Rentería aus Kolumbien und schied vorzeitig als Vierzehnte aus dem Wettkampf aus. Ein Jahr später konnte sie mit Silber bei den Mittelmeerspielen in Pescara ihre erste internationale Medaille gewinnen.
Bei ihrer zweiten Olympiateilnahme in London 2012 erreichte sie das Achtelfinale, wo sie der Schwedin Sofia Mattsson unterlag und als Achte das Turnier beendete. Nach dem Gewinn der Bronzemedaille bei den Afrikaspielen 2015 in Brazzaville gelang es ihr bei den Olympischen Spielen 2016 im Kampf um Bronze im Weltergewicht die für Aserbaidschan antretende Julija Ratkewitsch zu besiegen und somit die Bronzemedaille zu gewinnen. Im Folgejahr gewann sie bei den Weltmeisterschaften 2017 in Paris die Silbermedaille.